# Pallade (figlio di Licaone)
Pallade (in greco antico: Πάλλας?, Pállas) è un personaggio della mitologia greca. Fu l'eponimo fondatore della città di Pallantion.

## Genealogia
Figlio di Licaone, fu il padre di Crise.

## Mitologia
Fu il tutore di Atena che secondo le leggende locali nacque ad Alifeira ed entrò in possesso del Palladio che diede in dote alla figlia Crise quando sposò Dardano. Palladio che in seguito fu portato dai due sposi in Troade e custodito nella città di Troia.
I mitologi ellenistici che si sono coinvolti nel montaggio di alberi genealogici, si sono spesso confusi tra questo personaggio con il figlio di Pandione II al quale hanno assegnato il dominio in Arcadia alla fine della sua vita per abbinare le due storie viventi. 

Così il Pallante figlio di Licaone (questo Pallante) appare anche nelle fonti mitiche come il nipote di Evandro, il re d'Arcadia che condusse il suo popolo in Italia prima che vi arrivasse Enea.
Ai tempi di Pausania esistevano a Pallanteo delle statue in pietra di Pallade e di Evandro e gli autori romani usarono il nome di Pallade per fornire un'eziologia per il nome del colle Palatino